# Støbning (fremstilling)
 For alternative betydninger, se Støbning. (Se også artikler, som begynder med Støbning)
Støbning er en fremstillingsproces, hvor et flydende materiale bliver hældt ned i en form, som har et hulrum i den ønskede form, hvorefter det får lov at køle af og størkne. Den størknede del bliver enten fjernet fra formen eller formen bliver brudt i stykker for et få emnet ud. Støbte materialer er normalt metaller eller materialer, der størkner efter et stykke tid ved at blande to eller flere komponenter sammen; eksempler tæller epoxy, beton, puds eller ler.
Støbning bruges ofte til at fremstille mere komplekse former, der ellers ville være vanskelige eller for dyre at fremstille med andre metoder. Tungt udstyr som dele til store maskiner, skibspropeller og lignende kan støbes i den ønskede størrelse og udformning i ét stykke langt nemmere end at fremstille mange mindre stykker, som derefter sættes sammen.
Støbning er en over 7.000 år gammel proces. Den ældste bevarede støbning er en frø i kobber, der stammer fra omkring 3.200 f.v.t.
Der findes en række forskellige støbeteknikker til særlige formål eller materialer. Disse inkluderer bl.a. formstøbning, cementstøbning, metalstøbning, rotationsstøbning og sandstøbning.
Støbning kan bruges til at fremstille en lang række forskellige emner fra smykker, kanoner og motorblokke til skulpturer og elementer til byggeri.